# Antonio Zuazola
Antonio Zuazola fue un militar español originario de Vizcaya que combatió en las primeras etapas de la Guerra de Independencia de Venezuela como realista y que destacó por su cruel trato a prisioneros y civiles. 

## Biografía
Domingo de Monteverde, enterado de los éxitos del patriota Santiago Mariño en la Toma de Güiria el 13 de enero de 1813 y en la Batalla de Irapa el 15 de enero, decide enviar al capitán Francisco Javier Cérveriz (o Zerberis) a recuperarlas, pero éste fracasa frente a la segunda el 23 de enero. La situación en Oriente empeora a los realistas con la caída de Maturín el 2 de febrero por el comandante Bernardo Bermúdez (1778-1813), hermano de José Francisco Bermúdez. El gobernador de Cumaná, teniente coronel Remigio Bobadilla, estaba acorralado y Monteverde decide que Zuazola, el comandante general Lorenzo Fernández de la Hoz (m. 1814) y 300 soldados deben recuperar Maturín para detener el avance enemigo.
La fuerza sale de Aragua de Barcelona y el 16 de marzo se encuentra con guerrilleros patriotas en Los Magueyes. Los rebeldes son vencidos y los prisioneros ejecutados. Cuatro días después Zuazola comanda el asalto a Maturín pero es derrotado. Devastó a conciencia los alrededores de la urbe, quemando sementeras, casas y torturando a quien encontraba, sin importar sexo ni edad. Cortaba orejas, degollaba a mansalva, hacía coser espalda con espalda y despellejar los pies de sus víctimas (a las que hacia caminar sobre vidrios, paja encendida o guijarros). Tras las torturas todos eran decapitados.

## Ejecución
Zuazola fue capturado en septiembre de 1814 por Simón Bolívar (1783-1830) durante Asedio de Puerto Cabello (1814) y colgado en el Fortín Solano.
El vizcaíno destacó como otros jefes de tropas llaneras en sus matanzas (saltándose las reglas de caballerosidad de la guerra de la época), igual que los oficiales del otro bando (todo en el contexto de la Guerra a Muerte). Sin embargo, desde la Relación del presbítero y general de división patriota José Félix Blanco, en 1816, la historiografía republicana tiende a exagerar los crímenes de sus enemigos pero minimizar y justificar los propios.

En todo caso, también nos ha hecho ver este publicista que las ejecuciones fueron una respuesta natural del "derecho de represalia" ante la "manifiesta alevosía" y el "desprecio de las formalidades" con que habían obrado Eusebio Antoñanzas en San Juan de los Morros, Antonio Zuazola en Aragua, José Yáñez en Barinas, Francisco Rosete en la sabana de Ocumare y el propio Boves en Calabozo y Espino. Sin embargo, basta leer la frialdad de los partes que José Leandro Palacios [1782-1836], a la sazón comandante militar de La Guaira, remitía a sus superiores dando cuenta diaria del número exacto de «españoles y canarios» que eran decapitados bajo...